# Kartause Eppenberg

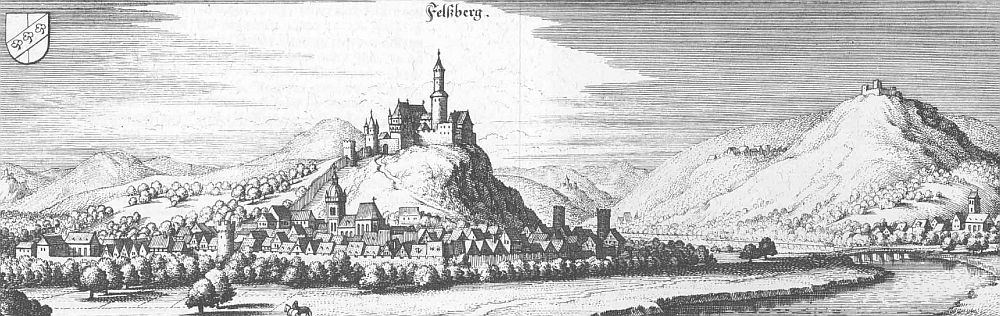
Felsberg (Mitte), Heiligenberg (rechts), Kartause Eppenberg (rechts hinten) – Auszug aus der Topographia Hassiae von Matthäus Merian dem Jüngeren 1655

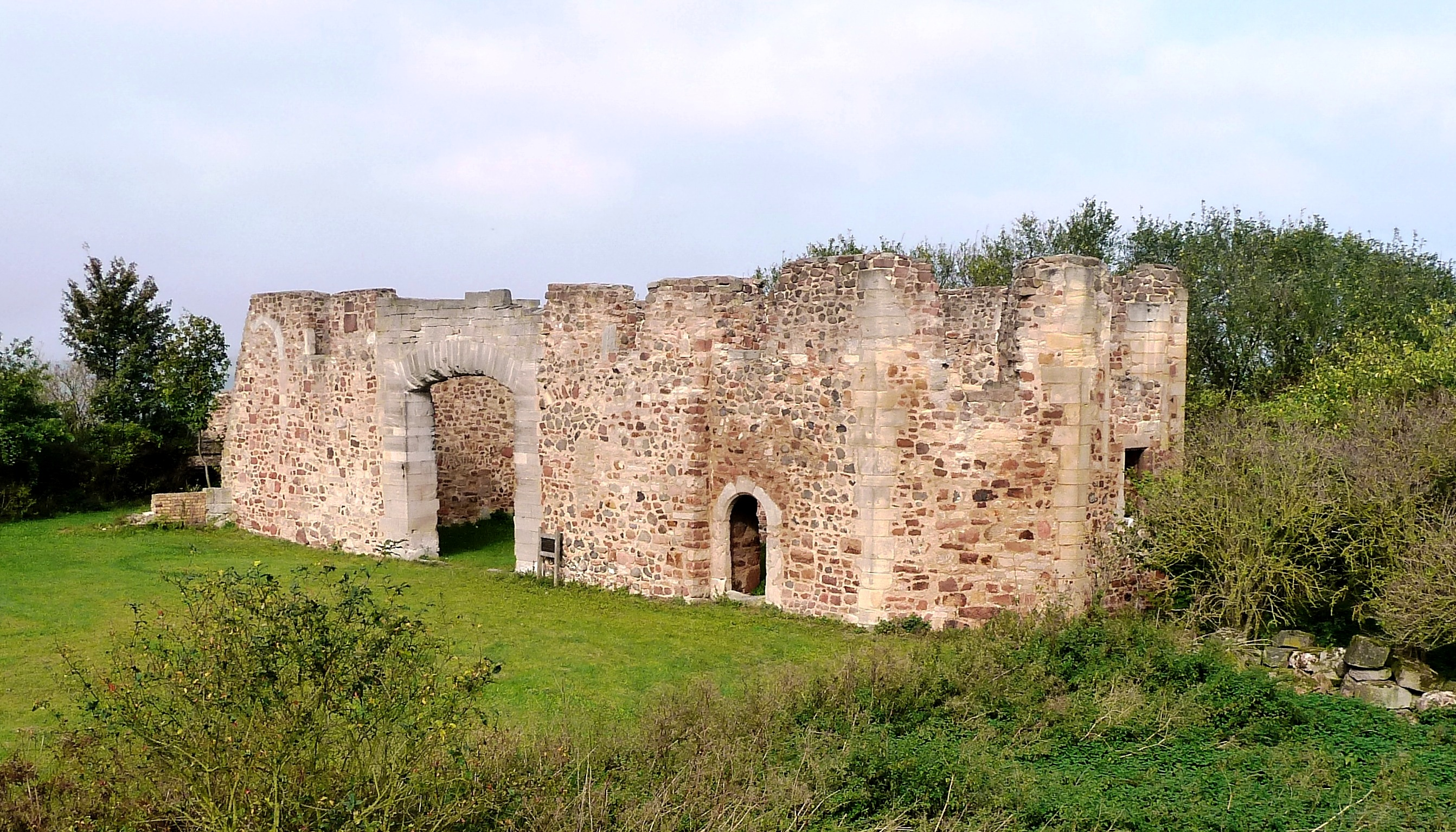
Die Ruine der Klosterkirche

Die Kartause Eppenberg ist eine Klosterruine in der Nähe von Gensungen, einem Ortsteil der Stadt Felsberg in Nordhessen. Der Ort wird noch heute „Kartause“ genannt, nach den zuletzt im Kloster Eppenberg lebenden Mönchen des Kartäuserordens. In der Nähe befindet sich die Staatsdomäne Mittelhof.

## Chorfrauenstift Eppenberg
Um 1217 erhielten die Ordensfrauen des Prämonstratenserinnenklosters Ahnaberg bei Kassel die Erlaubnis, auf dem Eppenberg, am Hang des Heiligenberges, ein Kloster zu errichten. Am 3. März 1219 bestätigte Erzbischof Siegfried II. von Mainz die Gründung des Klosters Eppenberg und nahm es unter seinen Schutz. Die Zahl der Chorfrauen in Ahnaberg wurde auf 40 festgesetzt und die überzähligen Chorfrauen gingen nach Eppenberg, wo sie das neue Stift als Filialkloster des Stifts Ahnaberg gründeten.
Das Verhältnis zum Mutterhaus war aber offensichtlich nicht immer ohne Probleme. 1223 betonten der Propst und der Konvent von Ahnaberg ihre Rechte in Eppenberg. Am 17. Februar 1224 bestätigte Erzbischof Siegfried noch einmal die Vorrechte des Klosters Ahnaberg. Aber im Jahre 1250 verweigerte die Priorin von Eppenberg offen die Vorrechte des Stifts Ahnaberg, aus heute nicht mehr bekannten Gründen, und Eppenberg wurde ein selbständiges Stiftskloster, allerdings wie auch Ahnaberg unter der Schutzherrschaft der Abtei Spieskappel. Es blühte bald auf, vor allem durch Schenkungen und Erwerb von Grundbesitz in den nahen Ortschaften Altenbrunslar, Böddiger, Besse und Gensungen. Im Jahre 1269 ging die Gründung des Prämonstratenserinnenstiftes St. Georg in Homberg an der Efze von dem Propst Arnold von Eppenberg aus. Der wachsende Wohlstand führte jedoch in der Folge zu einem Verfall von Sitten und Disziplin und schließlich zu Verschwendung, Misswirtschaft und wirtschaftlichem Niedergang.

## Kartause St. Johannis
Landgraf Ludwig I. beklagte sich bitter über die Zustände im Kloster, die heruntergekommenen Besitzungen und Gebäude, und die in Vergessenheit geratene Disziplin, Zucht und Ordnung. Auf sein Betreiben erfolgte durch Päpstliche Bulle 1438 die Auflösung des Stifts und seine Umwandlung in eine Kartause von Mönchen aus Erfurt, die 1440 einzogen. Das Kloster erhielt den Namen „St. Johannis“ und wurde großzügig aus- und umgebaut. 1471 schenkte Landgraf Ludwig II. dem Kloster den Wimmenhof (heute Domäne Mittelhof) und die nahe, halb verfallene Burg Heiligenberg, machte den Mönchen dabei nur zur Bedingung, dass sie in der Burgkapelle allwöchentlich für sein Heil beten sollten.

## Säkularisation
1527, nach der Homberger Synode von 1526, mit der die Reformation in Hessen eingeführt wurde, wurde das Kloster aufgehoben und von Landgraf Philipp I. als Jagdschloss und Wirtschaftsgut genutzt. Um 1610 ließ Landgraf Moritz das Jagdschloss nach dem Vorbild italienischer Renaissanceschlösser umbauen. Die Gebäude und Ländereien wurden vom nahen Mittelhof mitbewirtschaftet. Im Dreißigjährigen Krieg wurde die Anlage zerstört, danach zu einem Vorwerk und Schafhof der Staatsdomäne Mittelhof umgebaut. Im Siebenjährigen Krieg (1756–63) verschanzten sich französische Truppen nach der verlorenen Schlacht bei Grebenstein sieben Wochen lang auf der Anhöhe des Klosters; zwei Schanzen am Abhang des Heiligenberges erinnern noch an ihr Lager.

## Heutige Nutzung

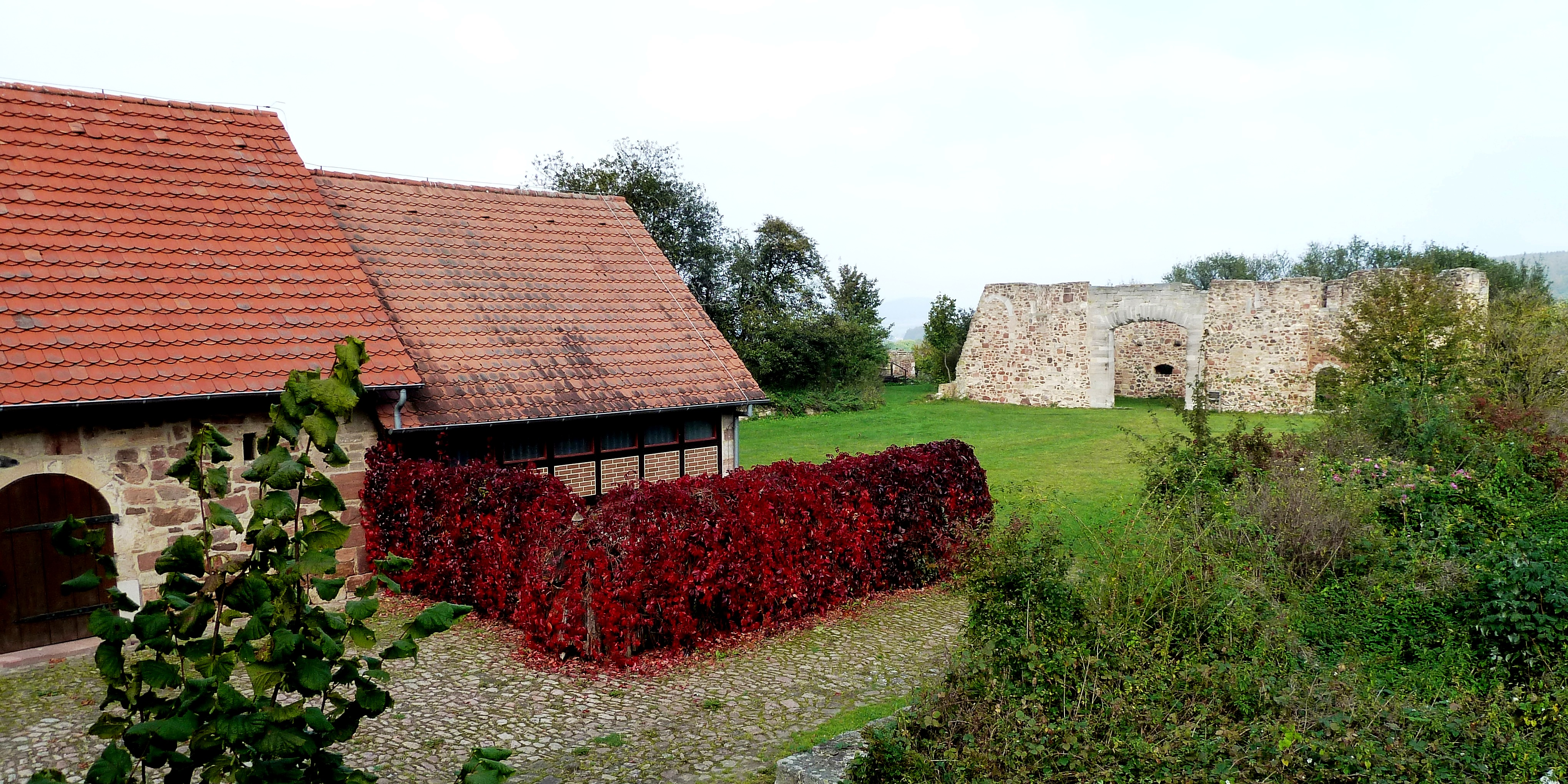
Ehemaliges Torhaus, heute Bienenkundemuseum

1957 brannte das Hauptgebäude vom Blitz getroffen bis auf die Mauern nieder. Die Gebäude und die Klosterkirche verfielen zunehmend, bis der Bezirksimkerverein Felsberg ab 1984 die Wiederherrichtung und Pflege der Anlage übernahm. Im ehemaligen Torhaus des Klosters entstand dabei ein sehenswertes Bienenkundemuseum. Vom Kloster selbst ist heute nur noch die Ruine der Klosterkirche erhalten.
Das Gebiet um die Kartause und die Ruinen selbst wurden im Dezember 1988 unter Naturschutz gestellt.